# Joan Druguet i Sallent
Joan Druguet i Sallent (Centelles, Osona, 2 d'abril de 1977) és el contrabaix de la Cobla Sant Jordi i compositor de sardanes.
Anteriorment havia tocat a la cobla Lluïsos de Taradell, a la cobla Marinada, a la Jovenívola de Sabadell i a La Principal del Llobregat.
Es va formar com a contrabaixista al Conservatori professional de Música de Badalona, amb Enric Rigau com a professor de contrabaix i, l'any 2006 va obtenir el títol Superior d'Interpretació de Contrabaix a l'ESMuC, on va estudiar amb Antoni García Araque i Jonathan Camps.
Ha format part de diverses orquestres formatives, com la JONC, l'Orquestra Simfònica del S.XXI i l'IRO, on ha tingut l'oportunitat de treballar amb directors com Manel Valdivieso, Jordi Mora, Robert King i Salvador Mas, entre d'altres.
La seva sardana Bombolles d'amistat (2005) va ser finalista del premi Sardana de l'Any.